# لويس بيير فرنسيس مالكوم دراموند
لويس بيير فرنسيس مالكوم دراموند (بالفرنسية: Louis Pierre Milcolombe Drummond)‏ هو ضابط فرنسي، ولد في 1 فبراير 1760 في باريس في فرنسا، وتوفي في 12 أكتوبر 1833 في فينيسيو في فرنسا.